# 425. transportna brigada (ZDA)
425. transportna brigada (izvirno angleško 425th Transportation Brigade) je bila transportna brigada Kopenske vojske Združenih držav Amerike.

## Zgodovina
Brigada je bila ustanovljena v 70. letih 20. stoletja s preoblikovanjem 425. transportne skupine. Ukinjena je bila leta 1992.